# Tap o’ Noth

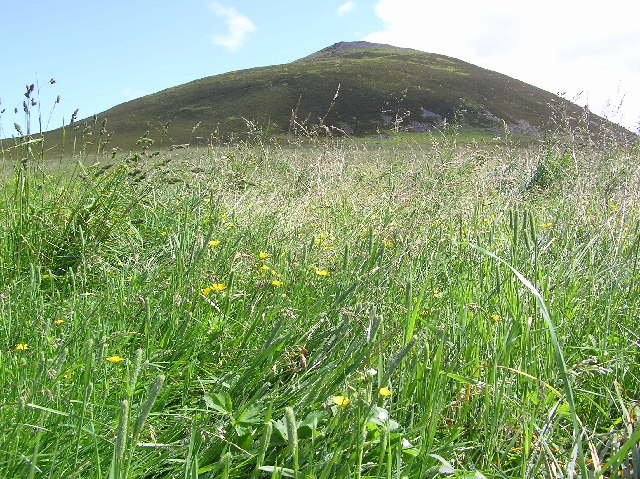
Tap o’ Noth

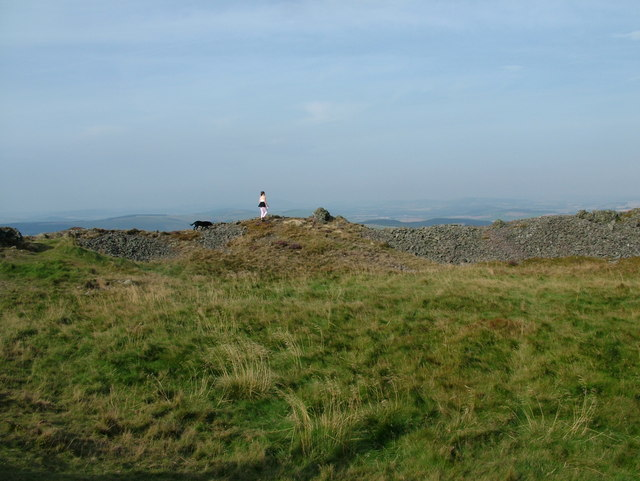
Auf dem Hill o’ Noth

Tap o’ Noth ist ein Hillfort auf dem Hill of Noth, westlich von Rhynie in Aberdeenshire in Schottland.
Auf der Spitze des 563 Meter hohen Hügels gelegen, ist dieses Fort nicht nur eines der höchsten, sondern auch eines der ältesten in Schottland. Es besteht aus zwei Mauerringen, einer Außenmauer, die ungefähr 21 Hektar einschließt, und einer massiven inneren Mauer, die auf der Kuppe des Hügels eine rechteckige Zitadelle von 105 Meter × 40 Meter bildet. Die innere Wand wurde mit einem Gerüst aus Holzfachwerk gebaut, das durch einen Brand vernichtet wurde. Die wissenschaftliche Datierung der geschmolzenen Steine weist darauf hin, dass das Feuer am Anfang des 2. Jahrtausends v. Chr. die Bauwerke zerstörte. Es wird als Teil einer Gruppe eingestuft zu der auch Craig Phadrig, Dunnideer, der Knock of Alves und Knock Farril gehören. 
Die Ausgrabung Ende des 19. Jahrhunderts offenbarte eine acht Meter breite Mauer, die bis zu einer Höhe von 3,5 Meter erhalten war. Innerhalb der äußeren Umwallung liegen mehr als 100 Hausgrundrisse. Am Südende der Zitadelle lag eine große Zisterne. Trotz seiner Lage war dieses Fort zu einer Zeit, als das Klima warm und trocken war, das Domizil einer großen Stammesgruppe oder eines Königreiches der Pikten, auf das die Gräber von Rhynie verweisen.
In der Nähe befinden/fanden sich der Craw Stane ein Piktischer Symbolstein, der Rhynie Man und die Menhire von Mill of Noth.